# Protase Rugambwa
Protase Rugambwa (nascut el 31 de maig de 1960) és un prelat tanzà de l'Església catòlica que és arquebisbe metropolità de l'arxidiòcesi de Tabora des del novembre de 2023, després d'haver servit com a coadjutor durant set mesos. Va ser secretari de la Congregació per a l'Evangelització dels Pobles des del novembre de 2017 fins a l'abril de 2023. Anteriorment va exercir com a secretari adjunt d'aquesta congregació i president de les Obres missionals pontifícies del 2012 al 2017. El papa Francesc el va nomenar cardenal el 30 de setembre de 2023.

## Biografia
Protase Rugambwa va néixer el 31 de maig de 1960 a Bunena, a la diòcesi de Bukoba. Va tenir un germà gran, Paulo Kishumba (1957-2021). Se li va donar el nom de "Rugambwa" després de Laurean Rugambwa, que s'havia convertit en el primer cardenal de Tanzània unes setmanes abans. Després d'assistir a escoles primàries i secundàries i al seminari menor Katoke Itaga, Rugambwa va estudiar filosofia al seminari sènior de Kibosho i teologia al seminari sènior St. Charles Lwanga Segerea.
Va ser ordenat sacerdot per a la diòcesi de Rulenge el 2 de setembre de 1990 a Dar-es-Salaam pel papa Joan Pau II durant la seva visita pastoral a Tanzània.
Va ser vicari parroquial de Mabira durant els anys 1990-91. Va ensenyar al Seminari Menor de Katoke de 1991 a 1994, amb responsabilitat de la litúrgia i servint també com a capellà de l'hospital de Biharamulo. Del 1994 al 1998 es va doctorar en teologia pastoral a la Universitat Pontifícia Lateranense. De tornada a Tanzània, va ser director espiritual de seminaristes i director de vocacions de la Diòcesi de Rulenge i director executiu del departament d'atenció pastoral durant el període 1998-99. Del 2000 al 2002 va ser vicari general de la diòcesi de Rulenge i moderador de personal. Va treballar a Roma en el personal de la Congregació per a l'Evangelització dels Pobles del 2002 al 2008.
El 18 de gener de 2008, el papa Benet XVI va nomenar Rugambwa bisbe de la diòcesi de Kigoma. Va rebre la seva consagració episcopal el 13 d'abril del cardenal Polycarp Pengo, arquebisbe de Dar-es-Salaam.
El 26 de juny de 2012, el papa Benet el va nomenar secretari adjunt de la Congregació per a l'Evangelització dels Pobles i president de les Obres missionals pontifícies, en substitució de l'arquebisbe Piergiuseppe Vacchelli, que havia arribat a l'edat de jubilació. Al mateix temps li va donar el títol personal d'arquebisbe. El papa Francesc el va confirmar com a secretari adjunt el 21 de setembre de 2013.
El 9 de novembre de 2017, el papa Francesc el va promoure a secretari de la Congregació.
El 13 d'abril de 2023, el papa Francesc el va nomenar arquebisbe coadjutor de Tabora.
El 9 de juliol de 2023, el papa Francesc va anunciar els plans per convertir-lo en cardenal en un consistori previst per al 30 de setembre. En aquest consistori va ser nomenat cardenal prevere de Santa Maria in Montesanto.
El 10 de novembre de 2023, va esdevenir arquebisbe de Tabora després de la dimissió de Paul R. Ruzoka.